# 短梗山兰
短梗山兰（学名：Oreorchis erythrochrysea）为兰科山兰属下的一个种。

## 扩展阅读
- 維基物種上的相關：短梗山兰